# Nyslåttjärnen (Ströms socken, Jämtland)
Nyslåttjärnen är en sjö i Strömsunds kommun i Jämtland och ingår i Ångermanälvens huvudavrinningsområde.